# Bausch & Lomb
Bausch & Lomb es una compañía estadounidense de productos para la salud ocular con sede en Bridgewater (Nueva Jersey). Es uno de los proveedores más grandes del mundo de lentes de contacto, productos para el cuidado de lentes, productos farmacéuticos, lentes intraoculares y otros productos de cirugía ocular. Bausch & Lomb, fundada en Rochester (Nueva York) en 1853 por el óptico John Bausch y por el financiero Henry Lomb, es una de las compañías más antiguas que continúan operando de forma ininterrumpida en los Estados Unidos.
Bausch + Lomb era una compañía cotizada en la Bolsa de Nueva York, hasta que fue adquirida por la financiera Warburg Pincus en 2007. En mayo de 2013, se anunció que Valeant Pharmaceuticals, con sede en Canadá, adquiriría Bausch & Lomb a Warburg Pincus por 8570 millones de dólares en efectivo. El acuerdo, que fue aprobado por los accionistas, incluyó 4200 millones de dólares destinados a pagar la deuda de Bausch & Lomb y se cerró el 5 de agosto de 2013. Hoy en día, la compañía emplea a unas 12 000 personas en 36 países.

## Historia de la empresa

### Primeros años

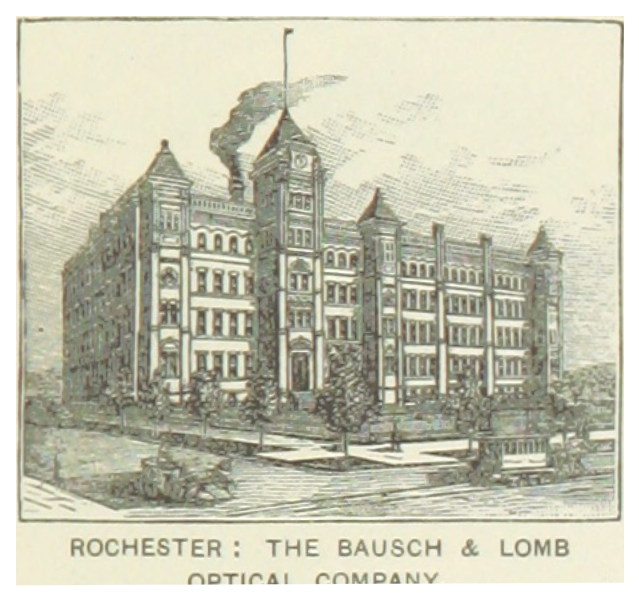
Sede en Nueva York de la compañía óptica Bausch & Lomb (1891).

En 1853, John Bausch y Henry Lomb, ambos inmigrantes alemanes, establecieron un pequeño pero ambicioso taller de producción de monóculos en Rochester, Nueva York. Hacia 1861, su actividad se había expandido a la fabricación de monturas de gafas de caucho vulcanizado y otros productos ópticos de precisión.

### Crecimiento inicial de la empresa
Durante la Guerra de Secesión, el Bloqueo Unionista hizo que el precio del oro y de las astas importadas de Europa aumentaran ostensiblemente. Esto dio lugar a una creciente demanda de las gafas Bausch & Lomb, cuyas monturas estaban fabricadas con material vulcanizado.
En 1876, Ernst Gundlach se unió a la compañía cuando esta comenzó a fabricar microscopios. Ese mismo año, la Compañía Óptica Bausch & Lomb ganó una distinción en la Exposición Universal de Filadelfia (1876). La compañía también empezó a producir objetivos fotográficos (1883); gafas (1889); microtomos (1890); y prismáticos y telescopios (1893). A partir de 1892, siguiendo el ejemplo de Zeiss en Alemania, la compañía produjo lentes ópticas. De esta manera, a finales del siglo XIX, la gama de productos incluía gafas, microscopios y binoculares, así como projectores, objetivos y diafragmas.

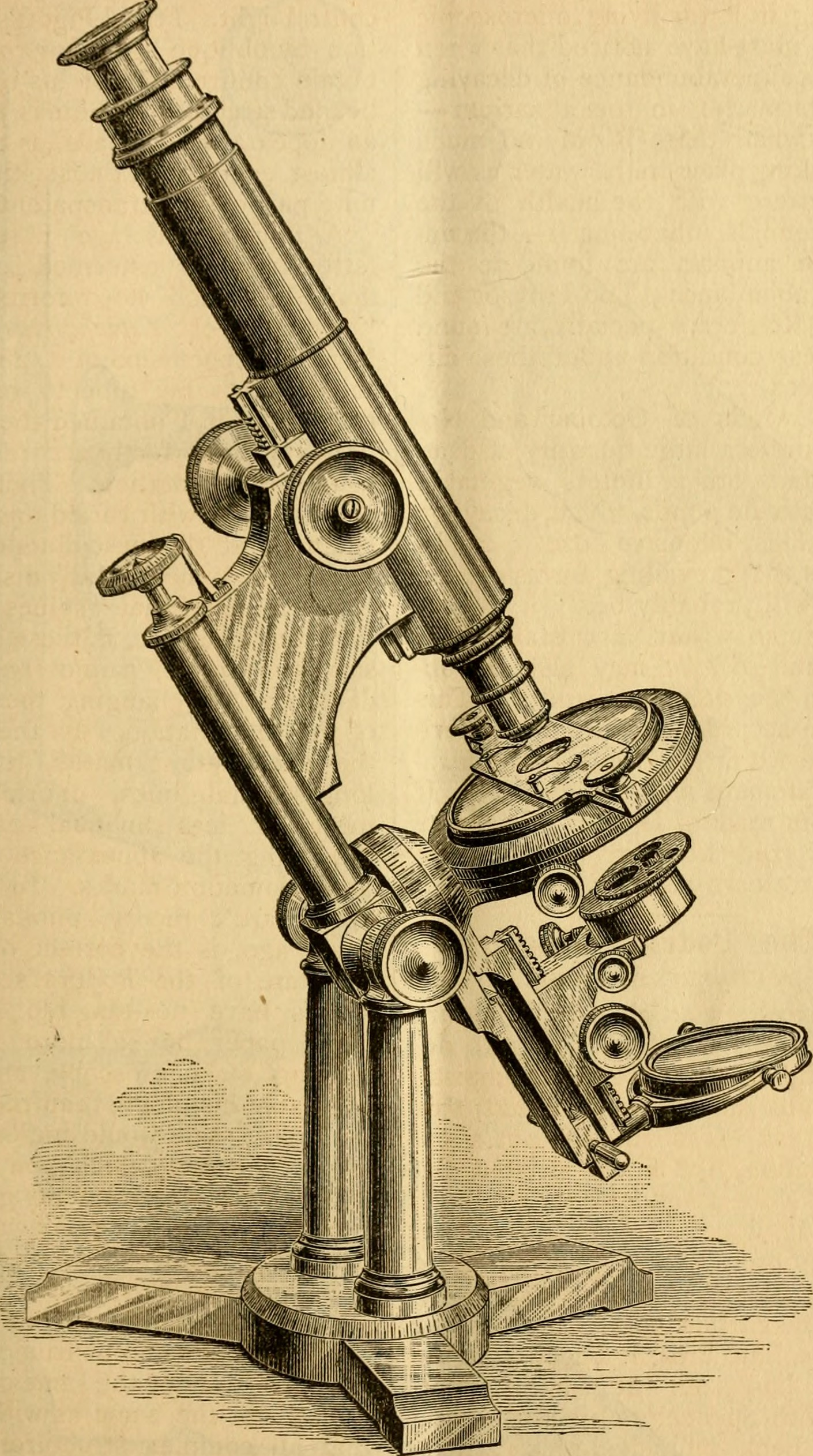
Microscopio (1883).
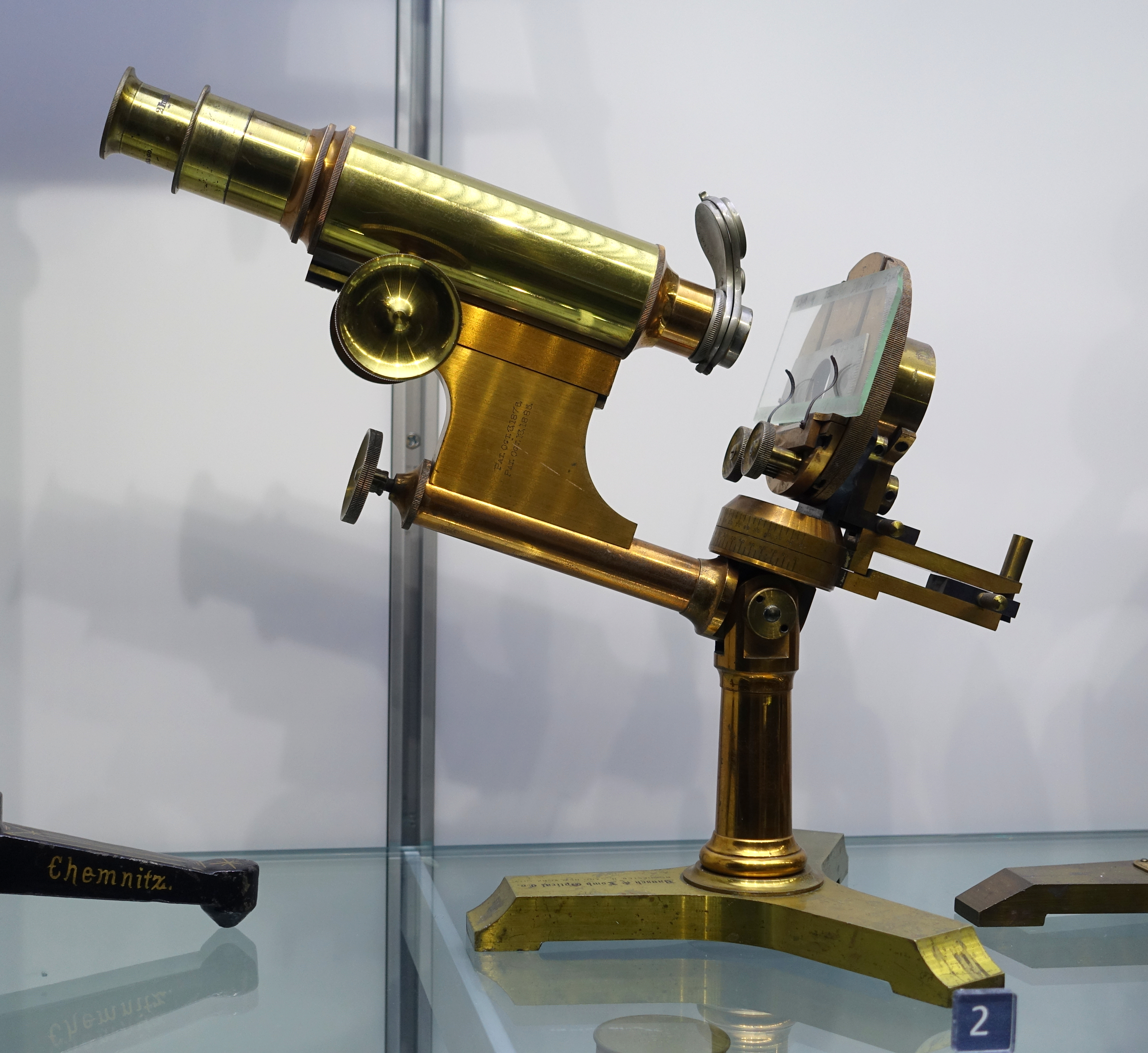
Microscopio universal, Bausch & Lomb, (c. 1890).
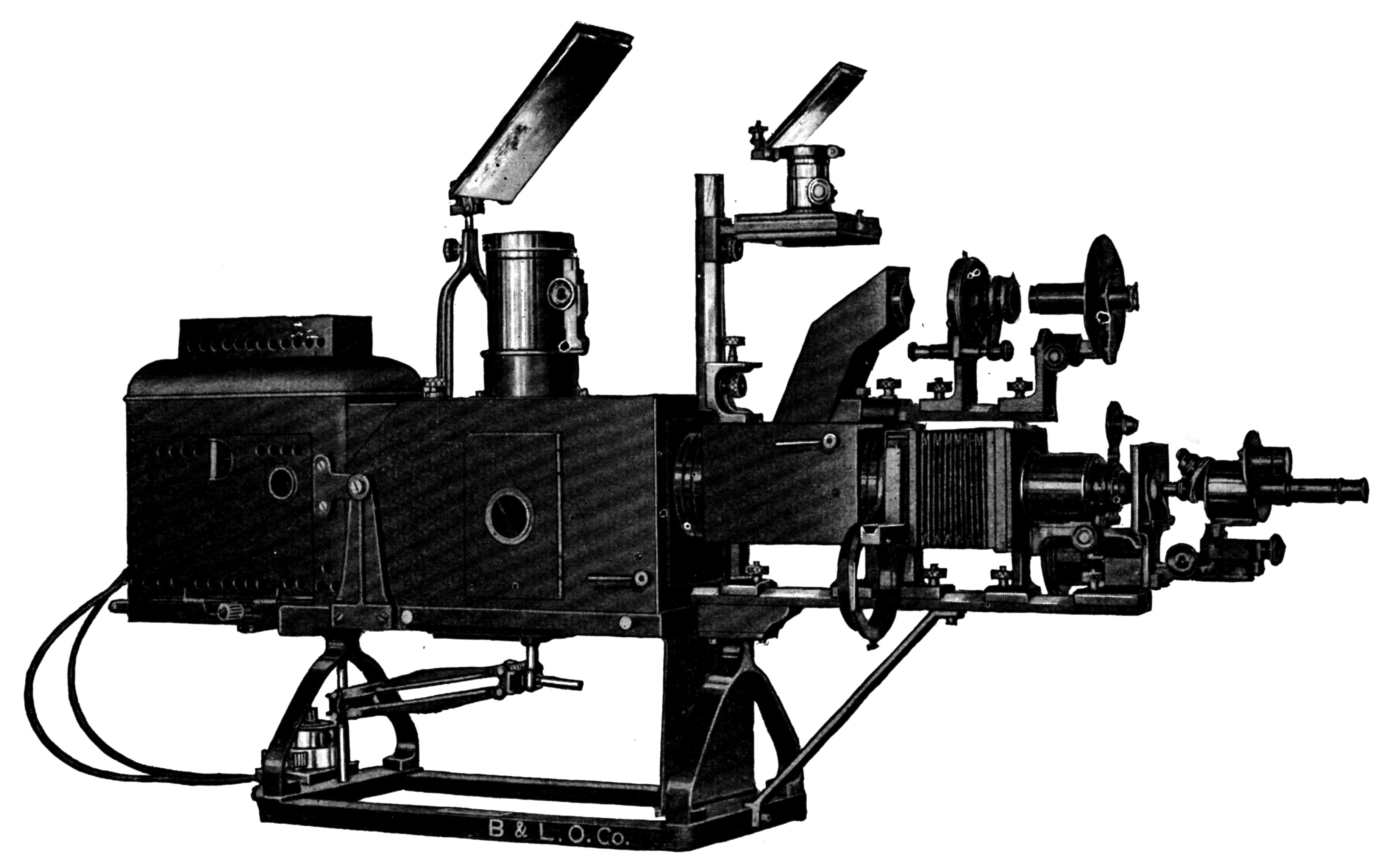
Proyector convertible Balopticon Bausch & Lomb (c. 1913).

### Expansión de la producción a principios delsigloXX
Con el crecimiento del ejército estadounidense y el incremento de buques de la armada bajo el mandato del presidente Theodore Roosevelt, Bausch & Lomb recibió el encargo a través del proveedor Saegmuller de fabricar lentes de alta precisión para mediciones ópticas, fundándose una empresa conjunta con Saegmuller. Al mismo tiempo que se produjo esta nueva expansión, se organizó un departamento de investigación formado por cinco miembros para desarrollar nuevos productos y mejorar los antiguos. Una nueva alianza con la compañía Zeiss aseguró ventajas competitivas a los tres participantes (Bausch & Lomb, Saegmuller y Zeiss), facilitando el uso de patentes y la apertura de nuevos mercados. En 1902, William Bausch, hijo del fundador, desarrolló un proceso para fabricar lentes moldeándolas directamente a partir de vidrio fundido. Hasta entonces, las lentes compuestas tenían que ser fabricadas en partes separadas, para luego desbastarse y pulirse en un proceso complicado. El nuevo proceso supuso un importante ahorro en los plazos y materiales de fabricación necesarios.
La compañía produjo el primer vidrio de calidad óptica en Estados Unidos a principios de la década de 1900. Hacia el año 1903, la compañía comenzó a fabricar microscopios, binoculares y obturadores.

### La Primera y la Segunda Guerra Mundial
El posterior desarrollo de la firma se vio afectado por acontecimientos políticos. Debido a las guerras mundiales y la consecuente necesidad de instrumentos ópticos (tales como gafas de campo, buscadores de objetivos, lentes de cámara, telescopios binoculares, espejos reflectores, miras de tubos de torpedos o periscopios), la gama de productos pudo ampliarse considerablemente. Hasta la Primera Guerra Mundial, el vidrio óptico y los instrumentos fabricados con él (incluidos muchos instrumentos militares) a menudo se importaban en la mayoría de los países europeos y en Norteamérica desde Alemania. Lo mismo se aplicaba también a los productos químicos y a los equipos de laboratorio. El estallido de la guerra, con el nuevo estatus de Alemania como país enemigo de los Estados Unidos, creó la necesidad de mejorar rápidamente las industrias domésticas. En 1933, Bausch + Lomb comenzó a recompensar a los estudiantes sobresalientes de ciencias de la escuela secundaria con el Premio Honorífico de Ciencia Bausch & Lomb. En la década de 1930, los productos militares representaban el 70 % de la producción total. La marca de gafas de sol Ray-Ban fue desarrollada para los aviadores en 1936.

### Período después de 1945
En un momento en que el cine fue reemplazado por la televisión, Bausch & Lomb desarrolló ópticas mejoradas para el sistema Cinemascope, que popularizó el formato anamórfico de las películas, lo que llevó a la mayoría de los cines a duplicar el ancho de sus pantallas.
Después de tres años de trabajo de desarrollo, dos años para la aprobación médica en los Estados Unidos por parte de la Administración de Alimentos y Medicamentos (FDA) y una inversión de tres millones de dólares, Bausch & Lomb lanzó al mercado en 1971 la primera lente de contacto fabricada de Poly-HEMA. En contraste con las lentes de contacto disponibles hasta ese momento, hechas de vidrio y Lucita (polimetilmetacrilato), las nuevas lentes eran más suaves y se comercializaron con la marca «Soflens».
En la década de 1970, Bausch & Lomb se convirtió en un importante productor de espectrofotómetros para el negocio de los tintes y químicos, como el Spectronic 20.
Una reestructuración masiva de la compañía comenzó a mediados de los años 1980. Lo que habían sido las divisiones centrales, dedicadas a la producción de lentes para diversos fines, se vendieron. La división de gafas de sol se mantuvo como Ray-Ban y siguió vendiéndose muy bien debido a la efectiva publicidad por emplazamiento. Mediante la adquisición planificada de otras firmas, como Polymer Technology Corporation y Dr. Mann Pharma, se fortalecieron las áreas comerciales existentes, como la producción de lentes de contacto, y se iniciaron otras nuevas. Finalmente, en 1997, como resultado de una serie de adquisiciones de la compañía, se estableció la división para la producción de productos quirúrgicos. La marca Ray-Ban se vendió en 1999 al grupo italiano Luxottica.

### Evolución de la empresa en los últimos años
Desde entonces, Bausch & Lomb se ha convertido en una compañía que opera a nivel mundial y es uno de los mayores productores de lentes de contacto. Hoy, cerca de 13 000 empleados en 36 países trabajan para la firma. La facturación total para el año 2006 se estimó en 2290 millones de dólares. Los competidores de la compañía en el mercado internacional de productos para el cuidado de los ojos son Johnson & Johnson, Allergan, Alcon y Ciba Vision (Novartis), MSD-Chibret y CooperVision.
| Nombre               | Título     | Permanencia                     |
| -------------------- | ---------- | ------------------------------- |
| John Jacob Bausch    | Presidente | 1885-1926                       |
| Edward Bausch        | Presidente | 1926-1935                       |
| M. Herbert Eisenhart | Presidente | 1935-diciembre de 1950          |
| Joseph F. Taylor     | Presidente | Enero de 1951-noviembre de 1954 |
| Carl S. Hallauer     | Presidente | Noviembre de 1954-marzo de 1959 |
| William W. McQuilkin | Presidente | Marzo de 1959-mayo de 1971      |
| Jack D. Harby        | Presidente | Mayo de 1971-                   |
| Daniel G. Schuman    | CEO        | -Abril de 1981                  |
| Daniel E. Gill       | CEO        | Abril de 1981-diciembre de 1995 |
| William M. Carpenter | CEO        | 1996-junio de 1998              |
| Ron Zarella          | CEO        | 2001-2008                       |
| Gerald Ostrov        | CEO        | 2008-marzo de 2010              |
| Brent Saunders       | CEO        | Marzo de 2010-                  |

## Áreas de negocio

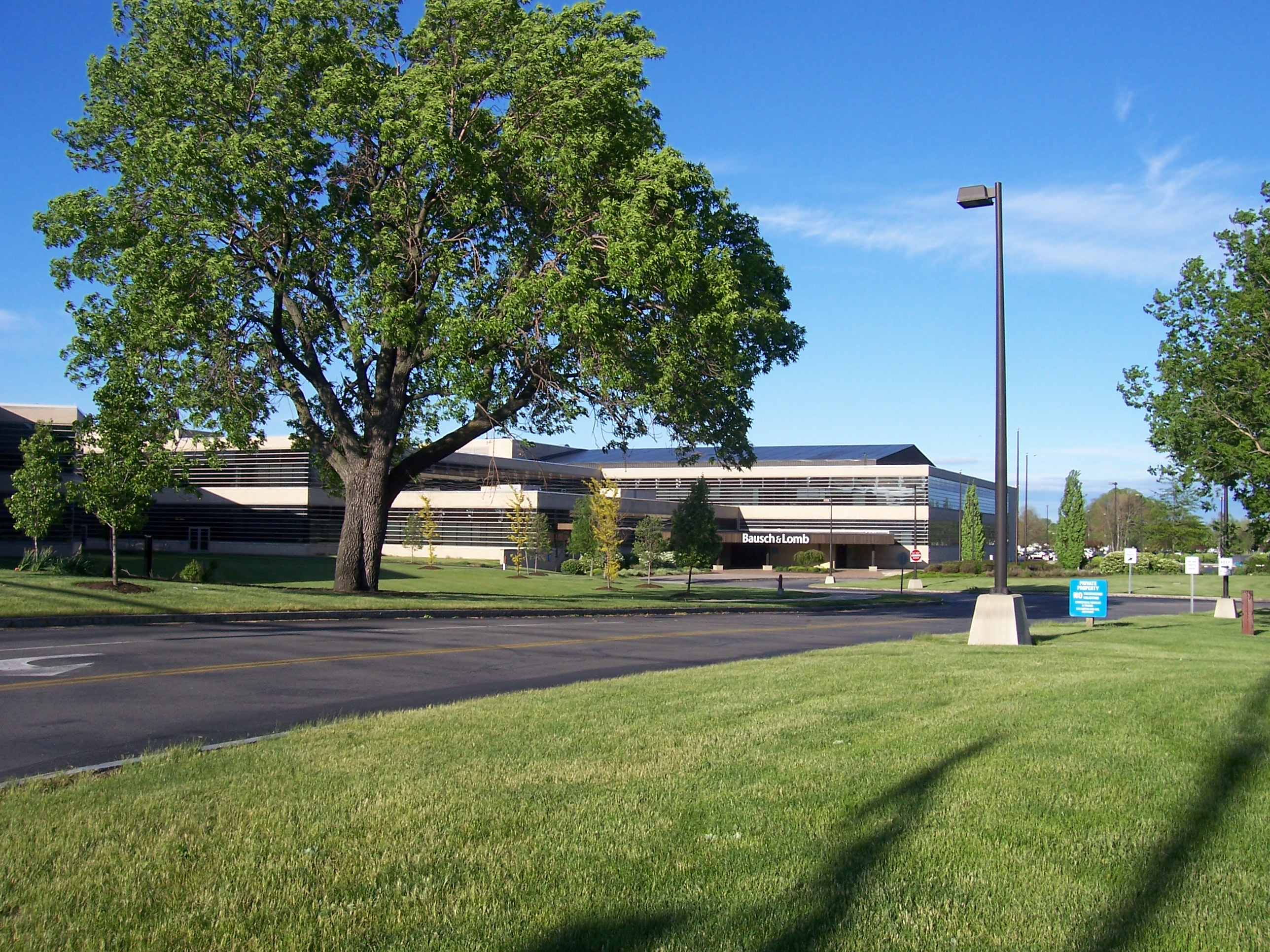
El Centro de Salud Ocular Global de Rochester (Nueva York).

Básicamente, las áreas de negocio se dividen en tres grandes divisiones:
- Cuidado de la vista: lentes de contacto y productos para el cuidado de los ojos.
- Productos farmacéuticos: medicamentos para diversas enfermedades oculares e irritaciones.
- Cirugía: material auxiliar e implantes.

En los últimos años, varias áreas de negocios en la división de Vision Care (cuidados de la visión) se han desarrollado en el marco de la diversificación de productos. La fabricación de lentes de contacto aún representaba el 28 % de la facturación de Bausch & Lomb en 2001, lo que la convierte en su principal actividad comercial. La gama de lentes de contacto blandas «SofLens One Day» están diseñadas para cambiarse todos los días. El surtido de productos incluye lentes de mayor calidad, como las lentes «SofLens Comfort» o «Seequence» que se pueden cambiar después de dos semanas. Las «SofLens66 Toric» fueron diseñadas especialmente para personas con astigmatismo. Las lentes de la gama «Boston» tienen una mayor permeabilidad al oxígeno y son más adecuadas para personas con ojos sensibles o secos. La gama de lentes más moderna y avanzada se llama «PureVision». Estas lentes son tan permeables al oxígeno que pueden permanecer en el ojo hasta 30 días sin ser retiradas por la noche. El segundo negocio más importante, con un 25 % de la facturación, es la fabricación de productos para el cuidado de lentes. Además de las soluciones de limpieza y desinfección combinadas simples para lentes blandas y duras, las soluciones con pH neutro están disponibles para personas con ojos especialmente sensibles.
La división de productos farmacéuticos oculares representa el 21 % de la facturación. Esta gama cubre medicamentos recetados para la irritación ocular, reacciones alérgicas o la presión ocular elevada. Se espera un nuevo avance de la nueva gama de productos Envision TD. Esto representa un nuevo proceso para la aplicación precisa de sustancias activas en el ojo, lo que se logra mediante implantes detrás del ojo. Debido al proceso de absorción del cuerpo, el implante se descompone lentamente y, al hacerlo, libera la sustancia activa deseada directamente al ojo durante un largo período. Además, se pueden dispensar vitaminas para contrarrestar la infección bacteriana y las reacciones alérgicas, lo que reduce la pérdida de visión con la edad. El desarrollo de esta división se aceleró mediante adquisiciones de otras empresas.
La división de Cirugía Quirúrgica se divide en Cirugía Refractiva, con el 8 % de los ingresos, y la Cirugía Vitreoretinal de Catarata, con el 18 %. Esta última división se refiere a productos para operaciones de glaucoma, cataratas y en la córnea, así como a lentes intraoculares implantables. La división de Cirugía Refractiva comprende principalmente dispositivos de análisis médico y láseres necesarios para la cirugía ocular. Para fortalecer esta división, se adquirieron las empresas líderes del mercado, Storz y Chiron.

### PureVision
Bausch & Lomb estaba inmersa en una demanda con Novartis respecto a la patente de un producto de Bausch & Lomb llamado PureVision. El 26 de junio de 2002, un juez federal dictaminó que Bausch & Lomb infringió las patentes de Novartis (una subsidiaria de Alcon).
El 2 de julio de 2004, la compañía anunció que había licenciado la propiedad intelectual de Novartis. Bausch & Lomb pagó a la unidad de Ciba Vision de Novartis unos derechos sobre las ventas netas en los Estados Unidos de sus lentes de contacto de la marca PureVision hasta 2014 y de las ventas fuera de la red estadounidense hasta 2016. Pero a partir de entonces, la marca FreshLook se incluye en Bausch & Lomb, siendo fabricada por Ciba.

### Soluciones Biotrue y Lentes de Contacto
Las soluciones de lentes de contacto Biotrue son una marca de soluciones de limpieza y almacenamiento fabricadas por Bausch & Lomb que se desarrollaron para emular el lubricante natural que se encuentra en el ojo. Coincide con el pH de las lágrimas sanas y ayuda a mantener activas ciertas proteínas beneficiosas de la lágrima mientras elimina las proteínas depositadas que distorsionan la visión de los usuarios. En teoría, esto ayuda a que los usuarios se sientan más cómodos con las lentes de contacto. En 2012, se lanzó una línea asequible de lentes de contacto desechables diarias con la misma marca tanto para visión única como para usuarios con presbicia. Fueron introducidas por primera vez en Italia y a continuación siguieron el Reino Unido y los países nórdicos. En 2015 fueron aprobadas para el mercado estadounidense. Las lentes de contacto Biotrue de un día están hechas de un material llamado HyperGel y son fabricadas en Irlanda.

### Reclamaciones sobre ReNu
El 11 de abril de 2006, Bausch & Lomb detuvo los envíos de su marca de lentes de contacto ReNu con la solución MoistureLoc cuando los Centros para el Control y Prevención de Enfermedades (CDC) anunciaron que había una alta correlación entre el uso del producto y los casos de sospecha de queratitis. El organismo de control había detectado que «casi todos los productos ReNu de la compañía con MoistureLoc para el cuidado de los ojos estaban relacionados con infecciones graves por hongos en los ojos». Se presentaron dos demandas colectivas contra Bausch & Lomb en relación con los problemas de hongos en los ojos.

### Diversidad
Bausch & Lomb recibió una calificación del 100 % en el Corporate Equality Index lanzado por Human Rights Campaign a partir de 2003, el segundo año del informe.